# Pedro & Thiago
Pedro e Thiago foi uma dupla sertaneja brasileira formada pelos primos cantores Pedro Leonardo (Goianápolis, 29 de junho de 1987) e Thiago Costa (Goiânia, 25 de janeiro de 1985), filhos de Leandro & Leonardo.
Em 2012 encerraram as atividades após o grave acidente de Pedro.

## Carreira
No Natal de 1998, a família Costa se reuniu na fazenda Talismã para as festividades, e os primos cantaram juntos pela primeira vez brincando de karaokê. A família ficou surpresa e festejou o talento dos meninos que, assim como seus pais, Leonardo (pai de Pedro) e Leandro (pai de Thiago), sempre foram apaixonados pela música, e ainda crianças, não sabiam que não poderiam seguir outra profissão. Ainda adolescentes, decidiram construir e trilhar o próprio caminho. Incentivados pelos familiares, começaram a estudar música. Mudaram-se de Goianápolis para a cidade de São Paulo para estudar música, interpretação, canto e violão.
Seu primeiro álbum de estúdio foi lançado em 23 de novembro de 2002, com o título Toque de Mágica, e recebeu uma certificação de disco de ouro pela ABPD. Em 2002, além do primeiro CD, a dupla passou, ao lado dos músicos Wanessa Camargo, KLB e Fael a apresentar um programa de TV na Rede Globo, chamado Jovens Tardes. Em 2003, lançaram seu segundo CD, Pedro & Thiago 2003, que teve os sucessos "Pra Onde Você For" e "Quatro Semanas de Amor". Em 2004, deixaram de apresentar o Jovens Tarde com o fim do programa e lançaram seu terceiro CD, Coração de Aprendiz, que sinalizou o crescimento de Pedro e Thiago em todos os sentidos. Foi nesse ano que, pela primeira vez, os primos decidiram regravar uma canção que havia sido sucesso nas vozes dos pais. Em 2005, lançaram o quarto o CD e iniciaram uma nova fase. O pop romântico que conquistou fãs nos quatro cantos do país ganhou diferentes temperos, se aproximando das raízes sertanejas. 
Em 2008, lançaram o primeiro DVD, Pedro e Thiago - Ao Vivo, com sucessos como "Pra Onde Você For", "Quatro Semanas de Amor", "Toque de Mágica" etc. O DVD também contou com a participação do cantor Leonardo, pai de Pedro. A dupla também fez uma homenagem aos seus pais Leandro & Leonardo com o pout-porri "É Por Você que Eu Canto/Aqueles Olhos/Amores São Coisas da Vida". No início de 2011, a dupla lançou o último álbum, Na Estrada Como Você Nunca Viu.
Em 2012 encerraram a carreira após o grave acidente automobilístico de Pedro.

## Discografia

### Álbuns de estúdio
- 2002 - Toque de Mágica
- 2003 - Pedro & Thiago 2003
- 2004 - Coração De Aprendiz
- 2005 - Pedro & Thiago

### Álbuns ao vivo
- 2008 - Pedro & Thiago - Ao Vivo
- 2011 - Na Estrada Como Você Nunca Viu

### DVDs
- 2008 - Pedro & Thiago - Ao Vivo
- 2011 - Na Estrada Como Você Nunca Viu